# Hosejn Chaleghifar
Mohammad Hosejn Chaleghifar (pers. محمدحسين خالقی فر; ur. 22 kwietnia 1983) – irański zapaśnik w stylu wolnym. 
Brązowy medalista mistrzostw Azji w 2004 roku. Mistrz świata juniorów z 2001 r. i wicemistrz z 2003 roku. Srebrny medalista mistrzostw Azji juniorów w 2001 roku.